# اولنهارد
اولنهارد (به آلمانی: Ohlenhard) یک شهر در آلمان است که در اهرویلر واقع شده‌است. اولنهارد ۱۵۸ نفر جمعیت دارد.